# مهرجان انتر هارموني الدولي للموسيقى
مهرجان انتر هارموني الدولي للموسيقى هو مهرجان صيفي للموسيقى في ألمانيا وإيطاليا. هو مهرجان سنوي مكثف للأداء الصيفي ، يتضمن سلسلة حفلات موسيقية من الموسيقيين المنفردين الدوليين والفنانين الشباب ، ومعهد لطلاب العزف الفردي وموسيقى الحجرة والأوركسترا. يستضيف المهرجان ثلاث دورات في موقعين: أكوي تيرمي ، في مقاطعة ألساندريا في بيدمونت ، إيطاليا ، و زولتسباخ-روزنبرغ في ألمانيا في ولاية بافاريا.  

## تاريخ
تم إطلاق مهرجان انتر هارموني الدولي للموسيقى في عام 1997، عندما بدأت عازفة التشيلو ميشا كوينت، المؤسسة ومديرة الموسيقى، مهرجان الموسيقى الدولي الأول له في بلوناي ، سويسرا. أقيم هذا المهرجان في مؤسسة هيندميث في شاليه دي لاكروا. ثم افتتح كوينت مهرجان سوستربيرغ الدولي للموسيقى في بلدة سوستربيرغ، هولندا في عام 1998. كان ناجحًا واستمر لمدة تسع سنوات. في وسط سوستربيرغ في عام 2000، تم تسمية المهرجان  باسم "انتر هارموني".
أقيم أول مهرجان في عام 2000 في جنيف, سويسرا، قم أقيم في مواقع أخرى، واحتفظت بعض المواقع مثل سوستربيرغ وزولتسباخ-روزنبرغ أيضًا باسم الموقع داخل المدينة كشركة تابعة لانتر هارموني.  تم افتتاح موقع  زولتسباخ-روزنبرغ في انتر هارموني في عام 2005 وحقق نجاحًا فوريًا مع الجماهير المحلية. استمر انعقاد المهرجان في منطقة هينترتزارتن في ألمانيا في الغابة السوداء من 2008 إلى 2011. كان هناك موقعان في الولايات المتحدة: بيركشاير ، ماساتشوستس من 2007 إلى 2008 ، وسان فرانسيسكو ، كاليفورنيا ، في جامعة ولاية سان فرانسيسكو في عام 2009.
يظل انتر هارموني أحد المهرجانات الوحيدة من نوعها التي تتنقل حول العالم. يذهب العديد من الطلاب والفنانين المقيمين إلى جميع مواقع  المهرجان ، وفي حالة عام 2012 ، يقضون ما يقرب من ستة أسابيع في المهرجانات.
اكتسب المهرجان شهرة في ألمانيا وجلب الثقافة والفن الدوليين إلى مواقعه. على سبيل المثال ، تحدث القنصل العام للولايات المتحدة خلال الحفل الختامي الذي قدمته ميشا كوينت في عام 2008 ، وتم تقديم عرض فنان شاب في مكاتب القنصلية الألمانية في مدينة نيويورك في عام 2012. في عام 2010 ، قدمت كيتلين هولكوب، وهي عازفة منفردة من فيينا ستاتسوبر ، وكريستا ماير من مهرجان بايرويت، أداءً مع أوركسترا مهرجان انتر هارموني و فورشهايمر كاميرورتشيستر- وهي أوركسترا سيمفونية في ألمانيا-.

## سلسلة حفلات انتر هارموني  في مدينة نيويورك
في عام 2015، افتتح مهرجان انتر هارمون الدولي للموسيقى سلسلة حفلات انتر هارموني مع ثلاث حفلات موسيقية في قاعة ويل ريسيتال في قاعة كارنيجي في مدينة نيويورك كل عام. تعرض السلسلة الفنانين الشباب المتقدمين الذين سبق لهم الأداء في مهرجانات إنتر هارموني الدولية للموسيقى في أوروبا.

## سلسلة الفنان الضيف المتميز
في عام 2015 ، افتتح مهرجان انتر هارموني الدولي للموسيقى سلسلة "الفنان الضيف المتميز"  في جلساته في إيطاليا وألمانيا. الموسيقيون المشهورون مدعوون لأداء وتقديم حصة رئيسية للفنانين الشباب. في عام 2015، كان الفنانون الضيوف هم عازف الكمان فاديم ريبين وعازف البيانو برونو كانينو في إيطاليا، وألقى عازف البيانو ألفريد بريندل محاضرة في سولزباخ روزنبرغ، ألمانيا. كان الفنانون الضيوف لعام 2017 هم نيكولاي زنايدر، وفاديم ريبين، وشلومو مينتز، وبرونو كانينو، وألفريد بريندل، وكريستا ماير، وبوريس كوشنير.
في عام 2018، كان الفنانون الضيوف هم قادة الأوركسترا جيرارد كورستين وكريستيان فاسكيز ونيكوليتا كونتي وعازف البيانو ألفريد بريندل وعازفي الكمان نيكولاي زنايدر وسيرجي خاتشاتريان وبوريس كوشنير وميزو سوبرانو كريستا ماير. ومن بين الفنانين الضيوف لعام 2019 ديمتري سيتكوفيتسكي، وسليم أشقر، وألفريد بريندل، وجاي برونشتاين، وأليكسي فولودين، وبوريس كوشنير، ولوبوف ستوتشفسكايا، ونيكولاي زنايدر، وكريستا ماير، وكريستيان فاسكيز.

## الروابط الخارجية
- الموقع الرسمي
- مهرجان انتر هارموني في إيطاليا
- مهرجان انتر هارموني في المانيا